# Minacraga indiscata
Minacraga indiscata is een vlinder uit de familie van de Dalceridae. De wetenschappelijke naam van de soort is voor het eerst geldig gepubliceerd in 1910 door Dyar.